# Летов Š-7
Летов Š-7 (чеш. Letov Š-7) је ловачки авион направљен у Чехословачкој. Авион је први пут полетео 1923. године. 

Авион није изазвао интерес код војске и пројекат је стога прекинут 1923.
Највећа брзина у хоризонталном лету је износила 255 km/h. Размах крила је био 9,30 метара а дужина 6,97 метара. Маса празног авиона је износила 763 килограма а нормална полетна маса 1050 килограма. Био је наоружан са 2 предња митраљеза Луис калибра 7,7 мм.

## Наоружање
| Наоружање авиона: Летов        |     |
| Ватрено (стрељачко) наоружање  |     |
| Топ                            |     |
| Митраљез                       |     |
| Број и ознака митраљеза        | 2   |
| Калибар                        | 7,7 |
| Бомбардерско наоружање (бомбе) |     |
| Ракетно наоружање (ракете)     |     |